# 梅德韋傑韋 (埃米利奇涅區)
50°53′13″N 27°40′47″E / 50.88694°N 27.67972°E
梅德韋傑韋（烏克蘭語：Медведеве），是烏克蘭北部的村莊，隸屬日托米爾州的茲維亞赫爾區。該村面積1.29平方公里，海拔高度198米，2001年人口328，人口密度每平方公里254.46人。